# Zelluloid
Zelluloid (alemán: «Celuloide») es el cuarto álbum de estudio del grupo alemán de gothic rock Unheilig. Fue publicado el 16 de febrero de 2004 en dos versiones, una edición normal de 14 pistas y una edición limitada de 16 pistas. La edición normal viene en una funda regular, con un álbum negro, mientras que la edición limitada viene como un paquete digital, con cubierta blanco crema para el álbum.
Zelluloid es una autobiografía de Der Graf, líder y fundador de Unheilig. En la parte trasera de la funda inserto incluido con el álbum, Der Graf declara (traducido del alemán): «Zelluloid es una revisión de mi pasado. Cada canción es una historia de un momento de mi vida. Como una película de arte… como yo veía cada momento.»

## Lista de pistas
1. «Die Filmrolle» («El rollo de la película») - 1:35

2. «Zauberer» («Mago») - 4:10

3. «Hört mein Wort» («Oye mis palabras») - 4:50

4. «Willst du mich?» («¿Me quieres?») - 3:46

5. «Himmelherz» («Corazón celestial») - 5:54

6. «Auf zum Mond» («Hasta la Luna») - 5:58

7. «Freiheit» («Libertad») - 5:22

8. «Herz aus Eis» («Corazón de hielo»)  - 5:08

9. «Sieh in mein Gesicht» («Mira mi cara») - 4:22

10. «Mein König» («Mi rey») - 5:16

11. «Fabrik der Liebe» («Fábrica de amor»)  - 5:21

12. «Tanz mit dem Feuer» («Baila con el fuego»)  - 5:33

13. «Feier dich!» («Libérate»)  - 4:48

14. «Zeig mir, dass ich lebe» («Muéstrame que estoy vivo») - 4:08

15. «Wenn du lachst» («Cuando ríes»)  - 4:06

16. «Zelluloid» («Celuloide») - 4:00

Nota: pistas 14 y 15 están solo en la edición limitada.

## Información de las canciones
«Zauberer» («Magician»).
«Zauberer» es sobre el sufrimiento emocional en una relación. Una vez que una mala relación termina, a veces te das cuenta de que tu sufrimiento en la relación solo te hizo más fuerte.
«Hört mein Wort» («Oye mis palabras»).
«Willst du mich?» («¿Me quieres?»).
«Willst du mich?» es sobre un hombre que intenta perseguir a una mujer de sus deseos, incluso aunque ella pueda no quererlo. Él constantemente le pregunta: «¿Me quieres?».
«Himmelherz» («Corazón celestial»).
«Auf zum Mond» («Hasta la Luna»).
«Auf zum Mond» es sobre ir a la Luna. La Luna y los cielos están esperando ser explorados.
«Freiheit» («Libertad»).
«Freiheit» es una canción que amina a rebelarse contra la supresión y la conformidad. Enorgúllesete de que tú eres diferente y asegúrate de que tu voz es oída.
«Herz aus Eis» («Corazón de hielo»).
«Herz aus Eis» es una canción sobre un muñeco de nieve que no puede ayudar, pero admira la belleza del Sol. En última instancia, él está derretido (solo con su corazón) por culpa de su admiración por el calor y el brillo del Sol.
«Sieh in mein Gesicht» («Mira mi cara»).
«Sieh in mein Gesicht» es una canción sobre ser maltratado emocionalmente en una relación (similar a «Zauberer»). El mensaje es: puedes maltratarme tanto como quieras, mientras mires en mi cara que estás haciéndolo (similar a mirar a alguien a los ojos mientras le mientes).
«Mein König» («Mi rey»).
«Mein König» es una canción sobre el abuelo de Der Graf (como lo declaró en el comentario del álbum). Der Graf le pregunta a su abuelo (no había sabido si estaba vivo o había fallecido) si él está orgulloso de sus logros. Der Graf también le dice a su abuelo que todos (incluyéndose él mismo) piensan que ellos se parecen.
«Fabrik der Liebe» («Fábrica de amor»).
«Tanz mit dem Feuer» («Baila con el fuego with the Fire»).
«Tanz mit dem Feuer» es una canción sobre las almas gemelas. Las almas gemelas quieren pasar sus vidas juntos y comparten las grandes experiencias de la vida.
«Feier dich!» («¡Tu celebración!»)
«Zeig mir, dass ich lebe» («Muéstrame que estoy vivo»).
«Wenn du lachst» («Cuando ríes»).
«Wenn du lachst» es una canción sobre el anhelo. Valoras cuando el amado está cerca, pero no puedes ayudar sino contar los minutos cuando están lejos. En el caso de esta canción particluar, un hombre espera en un campo a su amante porque ella «hace sus furiosas lágrimas desaparecer».
- Datos: Q1165109